# Marco Denevi

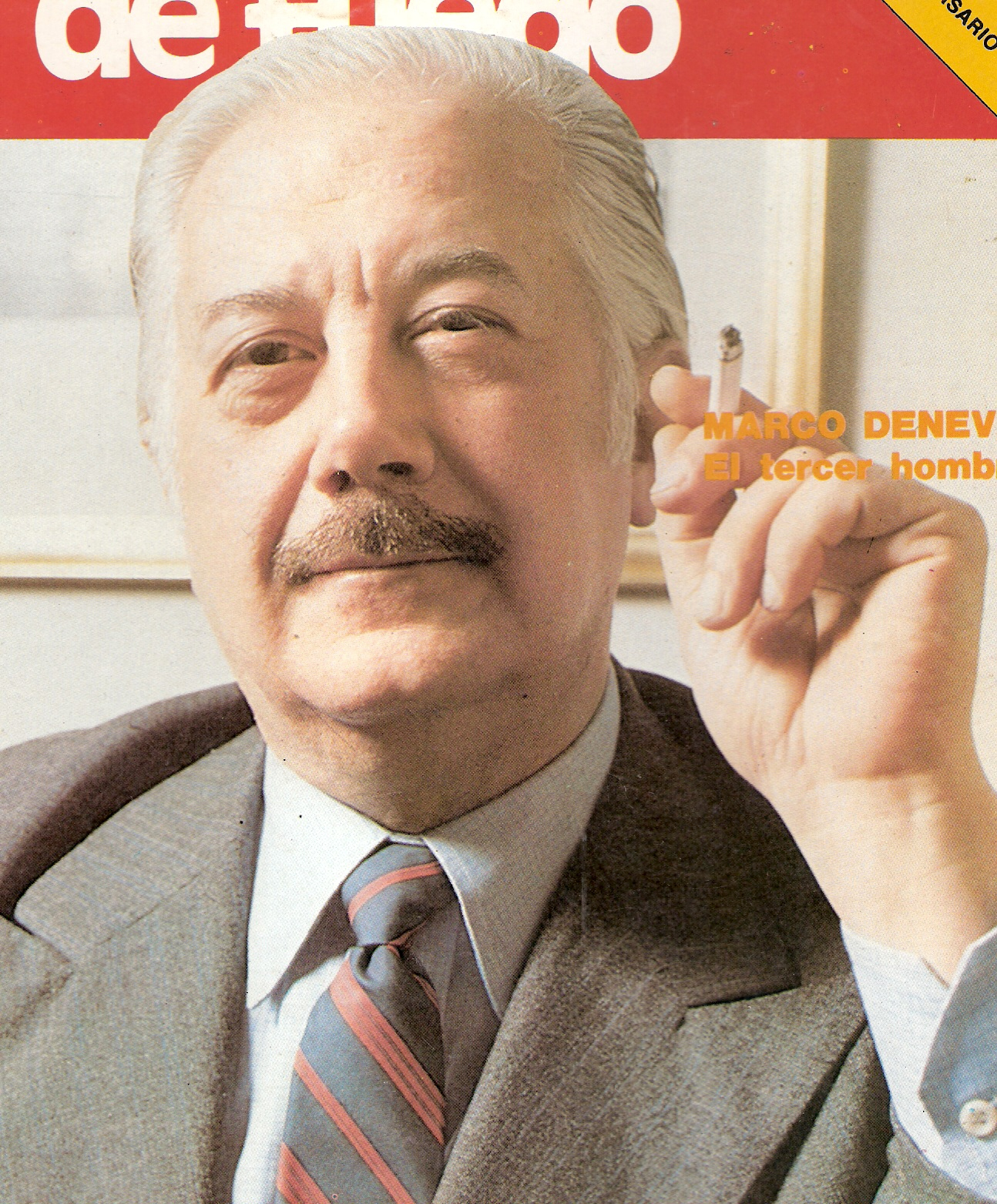
Marco Denevi el 1980 a la portada de la revista Pájaro de fuego

Marco Denevi (Sáenz Peña, Buenos Aires, 12 de maig de 1922 - 12 de desembre de 1998) fou un escriptor argentí que pot ser considerat un dels narradors més destacats del seu país i d'Hispanoamèrica. Va conrear diversos gèneres: novel·la, conte, teatre i assaig. Les seves obres es caracteritzen per l'elaboració de personatges estrafolaris, l'ambigüitat de la percepció i el coneixement i el predomini de la intriga i un humor que tendeix al negre. Cal destacar, entre les seves novel·les, Rosaura a las diez, guanyadora del premi Kraft el 1955.

## Obres

### Novel·les
- Rosaura a las diez (1955)
- Un pequeño café (1966)
- Parque de diversiones (1970)
- Los asesinos de los días de fiesta (1972)
- Manual de historia (1985)
- Enciclopedia de una familia argentina (1986)
- Música de amor perdido (1991)
- Nuestra señora de la noche (1997)
- Una familia argentina (1998)
- Robotobor

### Contes
- Ceremonia secreta (1965) (novel·la curta)
- Falsificaciones (1966 y 1969) (relats molt breus)
- Salón de lectura (1974)
- El emperador de la China y otros cuentos (1978)
- El jardín de las delicias (1992)
- Hierba del cielo (1991)
- El amor es un pájaro rebelde (1993)
- Furmila la hormiga (conte infantil)
- Apocalipsis
- Génesis
- Robotobor
- El mundo

### Teatre
- Los expedientes (1957)
- El emperador de la China (1959)
- El cuarto de la noche (1962)

### Assajos
- La república de Tapalanda (1989)